# Михайловка (Городокская сельская община)
Михайловка (укр. Михайлівка) — село в Городокской сельской общине Ровненского района Ровненской области Украины.
Население по переписи 2001 года составляло 96 человек. Почтовый индекс — 35332. Телефонный код — 362. Код КОАТУУ — 5624683305.